# Teanna Kai
Teanna Kai, née le 25 mars 1978 à Manille, est une actrice de films pornographiques américaine.

## Biographie
Elle a été désignée "Pet of the Month" par le magazine Penthouse en octobre 2001.
Elle a obtenu un "AVN award" en 2004 pour la meilleure scène lesbienne, effectuée avec Dru Berrymore dans le film pornographique Snakeskin.
Après n'avoir tourné que des scènes lesbiennes pendant plusieurs années, Teanna s'essaya à la pornographie hétérosexuelle en 2006 pour revenir ensuite uniquement aux scènes lesbiennes.

## Récompenses
- Penthouse Pet octobre 2001
- 2004 : AVN Award Best All-Girl Sex Scene - Film "Snakeskin" (2004) et Dru Berrymore